# Pipistrellus abramus
Pipistrellus abramus är en fladdermus i familjen läderlappar som förekommer i östra Asien. Populationen listades i några äldre avhandlingar som underart till Pipistrellus javanicus.

## Utseende
Denna fladdermus har gråbrun päls på ovansidan och grå päls på undersidan. Den har 29,4 till 33,7 mm långa underarmar och en vikt av 3,9 till 6,5 g. Tre exemplar som hittades i Indien hade en kroppslängd (huvud och bål) av 39 till 42 mm, en svanslängd av 29,5 till 32 mm, cirka 6 mm långa bakfötter och 11,5 till 13 mm långa öron.

## Utbredning
Artens utbredningsområde sträcker sig över östra och sydöstra Kina, sydöstra hörnet av ryska Sibirien, Koreahalvön, Japan, Myanmar, Laos och Vietnam. Den förekommer även på Taiwan och Hainan samt på mindre öar i regionen. Under vandringar kan Pipistrellus abramus nå Indien eller andra mera avlägsna områden.

## Ekologi
Pipistrellus abramus är en typisk kulturföljare. Den vilar oftast i byggnader och den söker sin föda i kulturlandskap, oftast nära lampor. Vid viloplatsen bildas flockar eller mindre kolonier med några hundra medlemmar. Denna fladdermus jagar med hjälp av ekolokalisering och använder ljud med en frekvens mellan 44 och 52 kHz. Arten har olika insekter och spindeldjur som byten och födans sammansättning varierar bara lite mellan olika årstider. Den äter bland annat skalbaggar, tvåvingar, nattsländor, steklar, nattfjärilar och halvvingar.

## Status
För arten är inga allvarliga hot kända. Den förekommer i olika naturskyddsområden och den listas av IUCN som livskraftig (LC).